# Tufan Kıraç

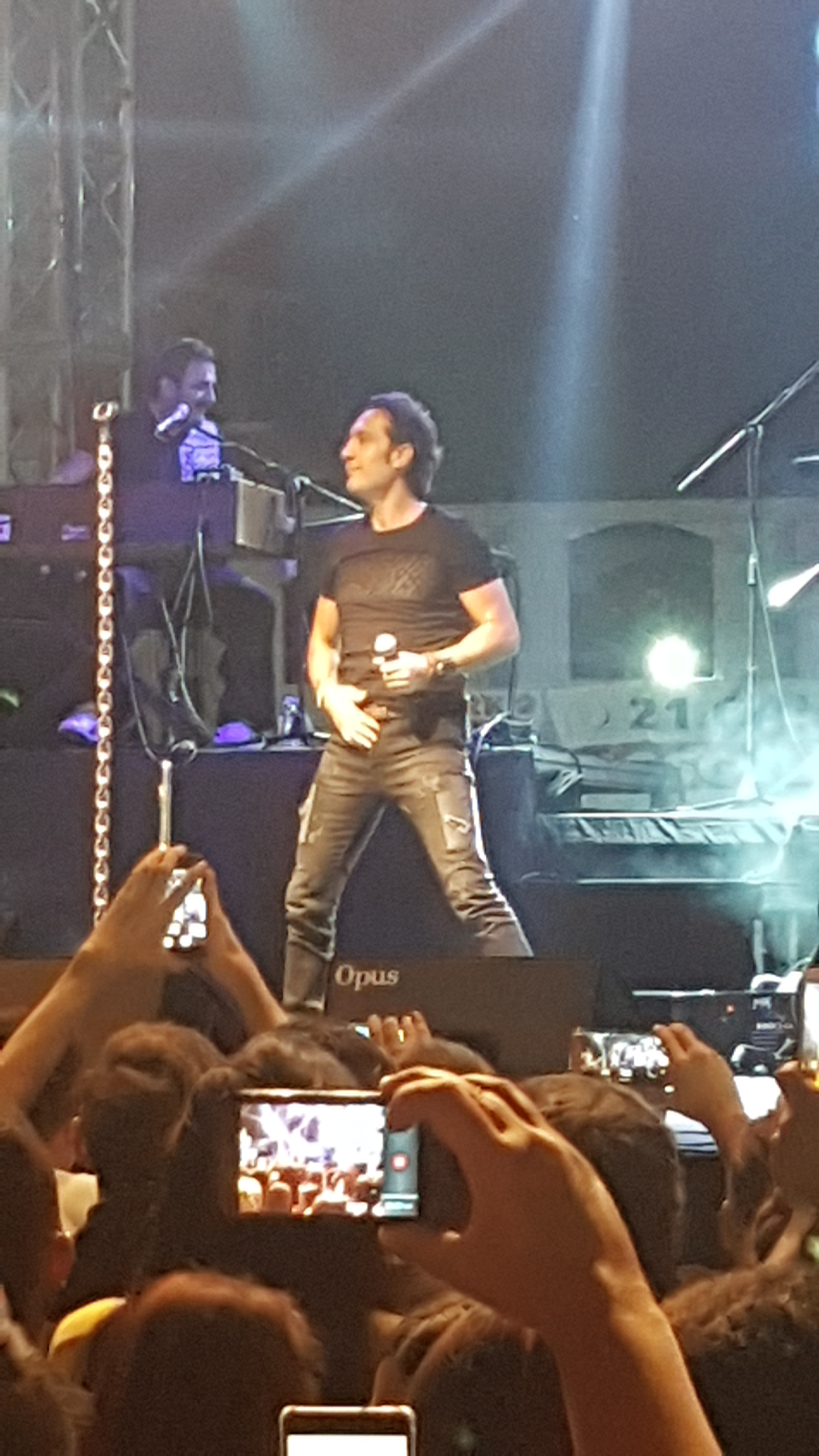
Kıraç in Çal, Denizli

Ali Tufan Kıraç (* 17. Juni 1972 in Elbistan, Provinz Kahramanmaraş) ist ein türkischer Rockmusiker und Filmkomponist.

## Jugend
Kıraçs Vater arbeitete als Lehrer in Kahramanmaraş. Nachdem der Vater 1982 eine neue Anstellung gefunden hatte, zog die gesamte Familie nach İstanbul um. Seinen ersten Kontakt zur Musik hatte er mit der Bağlama seines Vaters. Im Gymnasium erkannte der Musiklehrer Refik Köksal Kıraçs Talent und schenkte ihm eine Gitarre. Während seiner Schulzeit komponierte und textete Kıraç seine ersten Lieder. 1990 schrieb sich Kıraç an der Marmara-Universität in İstanbul ein und studierte Musik auf Lehramt. Neben seinem Studium trat er in Bars der İstanbuler Stadtteile Taksim, Kadıköy und Harbiye auf.

## Karriere
1996 begann Kıraç gemeinsam mit der Plattenfirma TMC Film Müzik Üretim die Produktion seines ersten Albums. Deli Düş wurde 1998 veröffentlicht, sein zweites Album Bir Garip Aşk Bestesi kam 1999 heraus. 2001 veröffentlichte TMC Müzik das Duettalbum Sevgiliye mit den beiden unter Vertrag stehenden Musikern Tufan Kıraç und Funda Arar. Im selben Jahr brachte er sein drittes Album Zaman heraus. Große Bekanntheit jenseits der Rockmusikszene erreichte Kıraç mit seinen Soundtracks zu den beliebten türkischen Fernsehserien Beyaz Gelincik, Bir Istanbul Masalı, Zerda und Aliye. Die gleichnamigen Alben wurden 2003/2005 veröffentlicht.
Er schrieb die Musik für die Zeichentrickserie Pepee.

## Diskografie

### Alben
| - 1998: Deli Düş - 1999: Bir Garip Aşk Bestesi - 2001: Zaman - 2003: Kayıp Şehir - 2007: Benim Yolum | - 2009: Garbiyeli - 2009: Yolcu - 2011: Derindekiler - 2014: Çık Hayatımdan - 2019: Beni Ben Yapan Şarkılar |

### Kollaborationen
- 2001: Sevgiliye (mit Funda Arar)

### Konzeptalben
- 2022: Türk Marşları
- 2022: Türküler (Akustik)
- 2022: Türküler (Rock)

### Singles (Auswahl)
| - 1998: Talihim Yok Bahtım Kara - 1999: Gidiyorum - 2001: Gönül - 2001: Zaman - 2001: Kan ve Gül - 2001: Yıllar Sonra - 2001: Endamın Yeter - 2001: Sonsuza Kadar - 2003: Taş Duvarlar | - 2004: Razıysan Gel - 2004: Senden Başka - 2004: Ayşe - 2005: Oysa Bir Umuttu - 2007: Yıkık - 2007: 100. Yıl Şarkısı - 2008: Annem (mit Simge) - 2009: Yüce Dağ Başında Yanar Bir Işık - 2009: Karakaş Gözlerin Elmas |

### Soundtracks
| - 2003: Zerda - 2004: Bir İstanbul Masalı (mit Funda Arar) - 2005: Aliye - 2008: Annem - 2008: Beyaz Gelincik (mit Funda Arar) - 2008: Yağmur Zamanı - 2008: Sessiz Fırtına - 2008: Gözyaşı Çetesi - 2008: Küçük Kadınlar - 2008: Yaşamam Artık / O... Çocukları | - 2008: Sonbahar (mit Nevzat Yılmaz & Namık Naghdaliyev) - 2008: Pulsar (mit Nevzat Yılmaz) - 2010: Ömre Bedel (mit Nevzat Yılmaz) - 2010: Unutulmaz (mit Nevzat Yılmaz) - 2010: Karadağlar (mit Nevzat Yılmaz & Aliye Mutlu) - 2010: Aşk ve Ceza (mit Nevzat Yılmaz & Aliye Mutlu) - 2010: Binbir Gece - 2010: Gönülçelen - 2015: Acı Aşk (mit Nevzat Yılmaz) - 2017: Meryem |

## Auszeichnungen
- 2005: Kral Türkiye Müzik Award in der Kategorie Bester Rockmusiker
- 2006: Kral Türkiye Müzik Award in der Kategorie Beste Film-/Serienmusik (für Olur Ya)